# 特快汇款
特快汇款是一种金融公司运作的汇款模式，通常以公司的资金作为缓冲来实现特快汇款的目的。

## 优缺点
特快汇款的优点是速度，通常可以实现当日到账，可以方便资金周转或者对时间非常敏感的顾客。缺点通常是费用比较高，通常比银行的手续费和汇率要高些。